# Eophrynus prestvicii
A Eophrynus prestvicii é uma espécie pré-histórica de aracnídeo que viveu há 300 milhões de anos.